# 玉樹チベット族自治州
玉樹チベット族自治州（ぎょくじゅ-チベットぞく-じちしゅう）は中華人民共和国青海省に位置するチベット民族の自治州。
チベット名はユフ・プーリー・ランキョン・クル（チベット文字：ཡུས་ཧྲུའུ་བོད་རིགས་རང་སྐྱོང་ཁུལ་）。中国名「玉樹」は、この地方の伝統的呼称ユルシュル (yul shul) の音写であるが、現行のチベット名はこの「玉樹」から再音写した表記である。
チベットの伝統的な地理区分では大部分がアムド地方に属するが、東南部はカム地方の北部に相当する。
州人民政府は玉樹市のケグ（skye rgu、Gyêgu、結古）鎮にある。西洋や古いチベットの文献ではジェクンド（Jyekundo, skye rgu mdo）の名でも登場する。

## 地理
北方で海西モンゴル族チベット族自治州、新疆ウイグル自治区、東部でゴロク・チベット族自治州および四川省のカンゼ・チベット族自治州、西部から南部にかけて海西モンゴル族チベット族自治州の飛び地をはさんでチベット自治区のナクチュ地区、南部でチャムド市と接する。

## 民族
- チベット族が 97.25%、漢族が 2.56%。

## 歴史
玉樹はかつて吐蕃（チベット帝国）の一部であった。元朝時代には吐蕃等路宣慰司の管轄下に入り、明末清初にはモンゴルのホショート部が青海に進出し、玉樹のチベット族の首長たちを支配し、爵位を与えて台吉（領主）とした。清朝末期には西寧弁事大臣の直接管轄下に置かれていた。民国時代には玉樹、囊謙、称多の3県が設置され、その下の千百戸制度は従来通り維持された。
1914年、北洋政府は甘川（甘粛省と四川省）の辺境を調査するため、周務学を隊長とし、周希武と牛載坤を特派員として玉樹の結古鎮に派遣した。周希武は玉樹地域を9ヶ月間にわたり調査し、『玉樹土司調査記』を執筆した。1916年、北洋政府は周務学のチームの調査に基づき、玉樹を青海省の管轄範囲内に組み入れた。
中国国民党との連携を取りつけ青海省を支配していた馬一族が国共内戦に破れ、1949年10月、中国人民解放軍青海省軍政委員会の玉樹特派員事務所が設立され、玉樹の軍政権を正式に掌握し、玉樹、称多、囊謙の3県を管轄した。事務所は玉樹県の結古に置かれた。1950年6月には青海省軍政委員会の玉樹特派員事務所が廃止され、青海省玉樹分区人民行政督察専員公署が設立された。
1951年1月、玉樹分区人民行政督察専員公署は玉樹専区専員公署に改称された。同年7月には玉樹チベット族自治区準備委員会が設立され、12月25日には玉樹チベット族自治区で第一回の各族各界人民代表大会が開催された。この会議での決議により玉樹専区が廃止され、1952年2月12日、玉樹チベット族自治区（蔵族自治区、プーリー・ランキョン・ジョン、bod rigs rang skyong ljongs）が専区レベルとして設立された。自治区は称多と囊謙の2県を管轄し、玉樹県の地域は自治区直轄となった。
1955年6月、玉樹チベット族自治区は玉樹チベット族自治州（蔵族自治州、プーリー・ランキョン・クル、bod rigs rang skyong khul）に改称され、玉樹（県級機関は未設置）、称多、囊謙、治多、雑多、曲麻莱の6県を管轄するようになった。
2010年4月14日に青海地震発生。
2021年に、玉樹建州70周年祝賀行事が開催され、州政府が競馬や「潇洒の康巴人」パレードを開催した。また、「三江之源、聖潔玉樹」特別公演や民間スポーツ競技、ゲサル王杯走馬競技、伝統舞踊ショーなど、多彩な文化・スポーツ活動も行われた。

## 交通
- 玉樹巴塘空港：2009年に開港
- G109国道（青蔵公路）
- G214国道

## 行政区画
1県級市・5県を管轄する。
- 玉樹市（ユフ, yus hru'u grong khyer）
- 嚢謙県（ナンチェン, nang chen rdzong）
- 曲麻萊県（チュマルレプ, chu dmar leb rdzong）
- 称多県（ティドゥ, khri 'du rdzong）
- 雑多県（ザトェ, rdza stod rdzong）
- 治多県（ディトェ, 'bri stod rdzong）

|   | 行政区                | 人口(2004) 270,000 | 面積(k㎡) 188,794 | 人口密度 1.430130 |
| 1 | 嚢謙県 ナンチェン     | 70,000             | 11,539            | 6.066383          |
| 2 | 曲麻萊県 チュマルレプ | 20,000             | 50,000            | 0.400000          |
| 3 | 称多県 ティドゥ       | 40,000             | 13,793            | 2.900021          |
| 4 | 雑多県 ザトェ         | 40,000             | 33,333            | 1.200012          |
| 5 | 治多県 ディトェ       | 20,000             | 66,667            | 0.299998          |
| 6 | 玉樹市 ユフ           | 80,000             | 13,462            | 5.942653          |

| 玉樹チベット族自治州の地図                  |
| ------------------------------------------- |
| 玉樹市 雑多県 称多県 治多県 嚢謙県 曲麻萊県 |

### 年表
この節の出典

#### 玉樹特派員弁事処
- 1949年10月27日 - 青海省玉樹県・称多県・嚢謙県を編入。玉樹特派員弁事処が成立。(3県)
- 1950年6月 - 玉樹特派員弁事処が玉樹専区に改称。

#### 玉樹専区
- 1951年12月25日 - 玉樹専区が民族自治区に移行し、玉樹チベット族自治区となる。

#### 玉樹チベット族自治区
- 1951年12月25日 - 玉樹専区が民族自治区に移行し、玉樹チベット族自治区となる。(2県)
  - 玉樹県が称多県・嚢謙県に分割編入。
- 1952年11月 - 称多県・嚢謙県の各一部が合併し、玉樹県が発足。(3県)
- 1953年9月30日 (6県)
  - 曲麻萊区を編入。
  - 玉樹県・嚢謙県の各一部が合併し、扎朶県が発足。
  - 曲麻萊区が県制施行し、曲麻萊県となる。
  - 玉樹県・称多県の各一部が合併し、優秀県が発足。
- 1953年12月30日 - 優秀県が直多県に改称。(6県)
- 1954年12月7日 (6県)
  - 直多県が治多県に改称。
  - 扎朶県が雑多県に改称。
- 1955年4月 - 玉樹チベット族自治区が玉樹チベット族自治州に改称。

#### 玉樹チベット族自治州
- 1959年1月22日 (8県)
  - 玉樹県・嚢謙県・雑多県・治多県の各一部が合併し、江南県が発足。
  - 称多県・治多県の各一部が合併し、天河県が発足。
- 1962年10月20日 (6県)
  - 江南県が玉樹県に編入。
  - 天河県が称多県・曲麻萊県に分割編入。
- 2013年7月3日 - 玉樹県が市制施行し、玉樹市となる。(1市5県)